# Voo Royal Air Maroc 630
O voo Royal Air Maroc 630 foi um voo de passageiros em 21 de agosto de 1994 que caiu aproximadamente dez minutos após a decolagem do Aeroporto de Agadir Al Massira. Todos os 44 passageiros e tripulantes morreram. Foi o acidente do ATR-42 com o maior número de mortes na época. Uma investigação subsequente mostrou que o acidente foi causado deliberadamente pelo piloto.

## Avião e tripulação
O avião envolvido era um ATR 42-312 que havia feito seu primeiro voo em 20 de janeiro de 1989. O avião foi entregue à Royal Air Maroc em 24 de março do mesmo ano. O avião era movido por dois motores turboélice Pratt & Whitney Canada PW120.
O capitão era Younes Khayati, de 32 anos, que tinha 4 500 horas de vôo. A primeira oficial foi Sofia Figuigui.

## Voo
O voo 630 foi um voo regular de Agadir para Casablanca, Marrocos, usando um ATR-42. Em aproximadamente dez minutos, quando o avião estava passando por 16 000 pés (4 880 metros), o avião sofreu uma queda severa e caiu na região da Cordilheira do Atlas por volta de 32 quilômetros (17,3 milhas náuticas) ao norte de Agadir.
O local do acidente foi em Douar Izounine, cerca de 32 quilômetros (17,3 milhas náuticas) ao norte de Agadir. Entre os 40 passageiros a bordo estavam o príncipe kuwaitiano e sua esposa. O príncipe foi o irmão de Sheik Ahmed al-Mahmoud al-Jabir al-Sabah, ministro da defesa do Kuwait. Pelo menos vinte passageiros não tinham nacionalidade marroquina. Isso incluiu oito italianos, cinco franceses, quatro neerlandeses, dois kuwaitianos e um estadunidense.

## Investigação
A comissão que investigou o acidente descobriu que o piloto automático do ATR-42 foi intencionalmente desconectado pelo capitão Khayati, que então deliberadamente deixou o avião cair. O sindicato dos pilotos questionou a explicação para o suicídio. Esse foi o acidente com maior número de mortes de um ATR-42 na época.